# World Qualifying Series 2010
Les World Qualifying Séries 2010 sont un championnat de surf hommes et un championnat de surf femmes.
Nouveauté cette année pour les hommes, le classement WQS et WCT sont confondus en un seul dénommé : ASP Men's One Rankings qui à mi-saison qualifiera  32 concurrents pour la fin de saison ASP. L'ASP ayant décidé de classer les concurrents sur 52 semaines glissantes à l'instar de l'ATP World Tour et la WTA Tour en Tennis. Par contre pas de changement pour les femmes.

## Hommes

### Calendrier
Pour l'année 2010 le calendrier WQS est découpé en 2 rubriques : calendrier Mens'Prime  (pour les épreuves 6 étoiles prime) et Men's Star   pour les autres épreuves de 1 à 6 étoiles.

#### Men's Prime
Sera rédigé au fil de la saison. 
| Date            | Etoiles | Lieu                                  | Pays      | Compétition        | Vainqueur               |
| --------------- | ------- | ------------------------------------- | --------- | ------------------ | ----------------------- |
| 2 Fev - 7 Fev   | Prime   | Fernando de Noronha                   | Brésil    | Hang Loose Pro     | C.J. Hobgood États-Unis |
| 15 Mar - 21 Mar | Prime   | Margaret River, Australie Occidentale | Australie | The Drug Aware Pro |                         |

#### Men's Star
Sera rédigé au fil de la saison. 
| Date            | Etoiles | Lieu                                          | Pays      | Compétition                      | Vainqueur               |
| --------------- | ------- | --------------------------------------------- | --------- | -------------------------------- | ----------------------- |
| 10 Jan - 15 Jan | 1       | San Bartolo, Lima                             | Pérou     | Copa Movistar                    | Sébastian Alarcon Pérou |
| 15 Jan - 22 Jan | 1       | Sunset Beach, Oahu                            | Hawaï     | Me Now Sunset Open               | Myles Padaca Hawaï      |
| 26 Jan - 31 Jan | 6       | Paracuru, Ceará                               | Brésil    | Maresia Ceara Surf International | Hector Alvès Brésil     |
| 23 Jan - 5 Fev  | 5       | Banzai Pipeline, Oahu                         | Hawaï     | Volcom Pipeline Pro              | Jamie O'Brien Hawaï     |
| 6 Fev - 7 Fev   | 1       | Máncora                                       | Pérou     | Reef Mancora Pro                 | Martin Passeri Pérou    |
| 18 Mar - 22 Mar | 2       | Burleigh Heads, Queensland                    | Australie | Breaka Burleigh Surf Pro         | Taj Burrow Australie    |
| 9 Mar - 14 Mar  | 4       | Merewether, Newcastle, Nouvelle-Galles du Sud | Australie | Burton Toyota Pro                |                         |

## Femmes

### Calendrier
Sera rédigé au fil de la saison. 
| Date            | Etoiles | Lieu                                          | Pays      | Compétition            | Vainqueur          |
| --------------- | ------- | --------------------------------------------- | --------- | ---------------------- | ------------------ |
| 20 Jan - 24 Fev | 1       | San Bartolo, Lima                             | Pérou     | Copa Movistar          | Valéria Sole Pérou |
| 11 Mar - 13 Mar | 1       | Merewether, Newcastle, Nouvelle-Galles du Sud | Australie | Newcastle Women's Open |                    |

### Classement
Classement au 25/02/2010 après 1 épreuve (Copa Movistar). 
Seuls les 5 meilleurs résultats sont pris en compte.
Les 7 premières accèdent au WCT en remplacement des 7 dernières du WCT.
| Classement | Évolution       | Nom               | Pays      | Points | 1   | 2 | 3 | 4 | 5 | Remarques |
| ---------- | --------------- | ----------------- | --------- | ------ | --- | - | - | - | - | --------- |
| 1          | Pas d'évolution | Valéria Sole      | Pérou     | 250    | 250 | 0 | 0 | 0 | 0 |           |
| 2          | Pas d'évolution | Ornella Pelizzari | Argentine | 215    | 215 | 0 | 0 | 0 | 0 |           |
| 3          | Pas d'évolution | Anali Gomez       | Pérou     | 188    | 188 | 0 | 0 | 0 | 0 |           |
| 3          | Pas d'évolution | Karen Mendiguetti | Pérou     | 188    | 188 | 0 | 0 | 0 | 0 |           |